# CC 12600
Terex-Demag CC 12600 — самоходный стреловой кран с решётчатой стрелой, установленный на гусеничное шасси.

## Описание
Кран является преемником модели CC 12000, выпускаемой с 1980-х годов. С момента начала выпуска в Цвайбрюккене в 1998 году и до недавнего времени кран являлся самым мощным гусеничным краном в мире. После разработки компанией Terex-Demag крана CC 8800-1 Twin грузоподъёмностью 3200 т, модель CC 12600 стала вторым в мире гусеничным краном, превосходя на 250 т самую мощную модель гусеничного крана от компании Liebherr (LR 11350).
В настоящее время компания-производитель занята работами по модернизации стреловой системы крана CC 12600. Как ожидается, после окончания всех работ, максимальный грузовой момент крана (под новым индексом CC 12800) увеличится до 40000 т·м, а максимальная грузоподъёмность повысится до 2000 т.
Кран используется, в основном, при установке тяжёлых грузов и при возведении атомных электростанций. Одним из первых покупателей CC 12600 (при стоимости одного около 30 млн долларов) стала китайская компания China Nuclear Engineering & Construction Corporation. В настоящее время приобрести подобные краны изъявили желание компании из США, Индии и ОАЭ.
Среди объектов, на которых использовались краны этой модели — Амстердам АренА, Лужники, домашний стадион футбольного клуба Аякс, а также стадион Miller Park (Милуоки, США).

## Технические характеристики
Основные грузоподъёмные характеристики крана приведены в карточке.

### Габариты
| Ширина           | 14,6м |
| Ширина (трансп.) | 4м    |
| Высота           | 9,4м  |
| Длина            | 22м   |